# Laudrefang
Laudrefang é uma comuna francesa na região administrativa de Grande Leste, no departamento de Moselle. Estende-se por uma área de 4,7 km². Em 2010 a comuna tinha 350 habitantes (densidade: 74,5 hab./km²).